# デイヴィッド・ハーン
デイヴィッド・チャールズ・ハーン（英: David Charles Hahn、1976年10月30日 - 2016年9月27日）は、17歳のときに自家製の原子炉をつくろうとしたアメリカ人である。ボーイスカウトアメリカ連盟のメンバーであったことから、「ラジオアクティブ・ボーイスカウト」や「ニュークリア・ボーイスカウト」とも呼ばれた。1994年、ハーンはミシガン州コマース郡区にあった母と暮らす実家の裏庭で、小屋にこもってひそかに実験を行った。ハーンの原子炉内の核物質が臨界量に達することはなかったが、彼の運転する車が別件で地元警察に止められたことをきっかけに実験が発覚した。ハーンは、車内でみつかった実験材料を問いただした警察官に、それが放射性物質だと警告したのである。その10か月後に、ハーンの母親の所有する地所は環境保護庁によってスーパーファンド（有害物質汚染地区）として浄化活動が行われた。
ハーンの実験は発覚当初にも大きくメディアに取りあげられたが、1998年にケン・シルバースタインが『ハーパーズマガジン』誌に記事を掲載したことでさらに有名になった。シルバースタインは2004年にもハーンをテーマにしたルポ『放射能ボーイスカウト』 (The Radioactive Boy Scout ) を出版している。

## 原子炉の製作
ハーンは幼い頃に化学に魅せられてから、我流で化学の実験を行っていた。彼が自家製の原子炉という発想に至ったのは、『化学実験のゴールデンブック』(The Golden Book of Chemistry Experiments) を読んで影響を受けたからともいえる。ハーンは周期表に載っているあらゆる物質を集めることに夢中になったのだ。そしてそこには、もちろん放射性物質も含まれていたのであった。それからしばらくして彼は所属するボーイスカウトで原子力のメリット・バッジ（技能章）を与えられ、ついに自宅で原子炉をつくるというアイディアに夢中になった。ハーンは、こつこつと少しずつ家庭用品から放射性物質を集めた。例えば、火災報知器からアメリシウム、キャンプ用ランタンのガスマントルからトリウム、時計からラジウム、銃の照準器からトリチウム（中性子減速材）といった具合であった。彼の「原子炉」は穴のあいた鉛のブロックであり、1,000ドル分の電池から取り出したリチウムとブンゼンバーナーを用いて、トリウムの灰の純化を行った。
ハーンは教えを請うために、何人もの専門家に手紙を送った。文章には誤字や明らかな間違いが含まれてはいたが、彼は歳を誤魔化して科学者あるいは高校教師を装うことで信用を得ようとした。ハーンの最終目標は、増殖炉を作ることだった。彼はトリウムやウランの試料を核分裂性同位体に変換(transform)するために、低レベル放射性同位体を利用しようとしていた。
ハーンの原子炉は臨界質量にこそ達しなかったが、通常の環境放射線の1000倍をはるかに上回るほどの放射線を発する危険な装置であった。ハーンは不安に駆られて実験装置を破壊しようとしたが、偶然にも警察がその危険に気づくのが先だったため、彼の実験はFBIや原子力規制委員会を中心とする連邦放射線緊急事態対応計画の対象となった。1995年6月26日、環境保護庁はハーンの母親の土地を有害物質の浄化が必要なスーパーファンドに指定し、装置の置かれた納屋を取り壊すとともに、低レベルの放射性廃棄物をユタ州に埋めた。一方でハーンの母親は実験の全容が明らかになることで家屋を失ってしまうことを恐れ、放射性物質の大半を回収し、当局の把握しないところで一般ごみとして廃棄してしまった。ハーンもまた、放射線被ばくの医学的評価を受けることを拒絶した。

## その後
ハーンは事件が発覚したことで生じた騒動を受け鬱状態に陥った。さらに彼はガールフレンドと破局し、悪いことに母親もまた1996年の始めに自ら命を絶った。高校こそ卒業したものの、その後の進路については白紙状態であった。父は別の女性と再婚していたが、父と義母はハーンを励まし、マコーム・コミュニティ・カレッジに入学させている。彼はそこで金属学の講義をとったが、あまり熱心な学生ではなかった。大学卒業後、ハーンは海軍に入隊した。
環境保護庁の専門家は、彼の余命が長くないことを予想していた。ハーンは幼い頃から、小さい納屋のなかで長時間にわたって大量の放射性物質と接しており、安全対策も最小限だったからである。エンリコ・フェルミ原子力発電所で診察を受けるよう勧められていたのだが、結局彼はそれを断っている。
奇しくもハーンは原子力空母であるエンタープライズでの任期を負っていたことがあった。エンタープライズでの任期終了後は、海兵隊に入隊し、日本にも駐屯した。数年後に健康上の理由から除隊し、ミシガン州に帰郷している。しばらくして双極性障害による妄想型統合失調症と診断され、心身の治療を余儀なくされた。

## 晩年
2007年8月1日、ハーンはミシガン州クリントン郡区において窃盗罪で逮捕された。自分が住むアパートのホールから、放射能のある部品を取り出すため27個の火災報知機を無断で取り外したためであった。捜査官は、逮捕後の写真撮影のときに腫物だらけのハーンの顔をみて、彼が放射性物質に被曝していると考えていた。巡回裁判所での尋問中、ハーンは窃盗目的で建物に侵入したことを認めた。裁判のオンライン記録によれば、検察官は服役と施設での治療を勧めている。結局、ハーンは窃盗により90日の服役が言い渡された。裁判記録によれば、ハーンがマコーム郡刑務所の精神病棟で治療を受けることを条件に、6ヶ月の猶予期間がついた。
ハーンは2016年9月27日に他界した。39歳だった。